# Драгуны переплывают Сону
«Драгуны переплывают Сону» (фр. Dragons traversant la Saône à la nage) — немой короткометражный фильм братьев Люмьер. Снят в 1896 году.

## Сюжет
Люди с лошадьми переплывают реку.

## Интересный факт
В 1897 году одна из американских газет рассказала об интересном факте: фильм был использован для демонстрации обратного движения. Как только демонстрация фильма заканчивалась, плёнка начинала двигаться в обратном направлении — люди с лошадьми, только что вошедшие в воду, снова выходили из неё задом наперёд.